# Sam Sicilia
Sam Travis Sicilia é um lutador americano de artes marciais mistas, atualmente compete no Peso Pena do Ultimate Fighting Championship. Ele foi competidor do The Ultimate Fighter: Live.

## Carreira no MMA
Sicilia começou a treinar MMA em 2007, fazendo sua primeira luta amadora no fim do ano, antes de se tornar profissional pouco depois. Após sua primeira vitória profissional, ele fez uma pausa nas lutas. Retornando em 2011 e conseguindo o recorde de 9-1 lutando em promoções no norte-oeste dos Estados Unidos.

### The Ultimate Fighter
Em Fevereiro de 2012, foi revelado que Sicilia foi escolhido para participar do The Ultimate Fighter: Live. Sicilia derrotou o companheiro de Equipe de Dominick Cruz, Erin Beach, por Nocaute em oito segundos e garantiu uma vaga na casa do TUF.
Sicilia foi a segunda escolha de Dominick Cruz para a Equipe Cruz. No primeiro round do torneio, Sicilia foi escolhido para enfrentar o ex-lutador do Bellator, Chris Saunders. Sicilia perdeu por Decisão Dividida após dois round. A decisão foi contestada por muitos, incluindo o presidente do UFC Dana White, "Roubaram o terceiro round do Sicilia. Mas foi uma grande luta."

### Ultimate Fighting Championship
Sicilia fez sua estréia no UFC no The Ultimate Fighter 15 Finale em 1 de Junho de 2012 em Las Vegas, Nevada contra o membro do TUF, Cristiano Marcello. Ele venceu por Nocaute no segundo round. Após a vitória, Sicilia expressou interesse em voltar para a divisão dos Penas.
Sicilia desceu de peso e enfrentou Rony Jason em 13 de Outubro de 2012 no UFC 153. Sicilia perdeu por Nocaute Técnico no segundo round.
Sicilia enfrentou Maximo Blanco em 13 de Abril de 2013 no The Ultimate Fighter 17 Finale. Sicilia perdeu por Decisão Unânime após uma luta emocnionante.
Sicilia era esperado para enfrentar Godofredo Pepey em 4 de Setembro de 2013 no UFC Fight Night: Teixeira vs. Bader, porém uma lesão tirou Pepey do evento e seu substituto foi Felipe Arantes, e depois o próprio Sicilia se machucou e foi substituido por Kevin Souza. 
A luta entre Godofredo Pepey e Sicilia foi remarcada para 9 de Novembro de 2013 no UFC Fight Night: Belfort vs. Henderson II. Sicilia venceu por nocaute técnico no primeiro round.
Sicilia sofreu outra derrota, essa vez para Cole Miller em 15 de Janeiro de 2014 no UFC Fight Night: Rockhold vs. Philippou por finalização no segundo round.
Sicilia era esperado para enfrentar Dooho Choi em 24 de Maio de 2014 no UFC 173. Porém, uma lesão tirou o coreano do evento, sendo substituído por Aaron Phillips. Sicilia venceu a luta por decisão unânime.
Sicilia enfrentou o japonês Katsunori Kikuno em 20 de Setembro de 2014 no UFC Fight Night: Hunt vs. Nelson e foi derrotado por finalização no segundo round.
Sicilia derrotou o sueco Akira Corassani em 24 de Janeiro de 2015 no UFC on Fox: Gustafsson vs. Johnson, em Estocolmo. Ele venceu por nocaute com um belo soco no primeiro round.
Sicilia era esperado para enfrentar o coreano Doo Ho Choi em 15 de Julho de 2015 no UFC Fight Night: Mir vs. Duffee. No entanto, uma lesão tirou Choi do evento e foi substituído por Yaotzin Meza. Ele venceu por decisão unânime.
Sicilia enfrentou Doo Ho Choi em 28 de Novembro de 2015 no UFC Fight Night: Henderson vs. Masvidal e foi derrotado por nocaute técnico no primeiro round.

## Cartel no MMA
| Cartel no MMA   |             |             |
| 28 lutas        | 17 vitórias | 11 derrotas |
| Por nocaute     | 8           | 3           |
| Por finalização | 4           | 6           |
| Por decisão     | 5           | 2           |

| Res.    | Cartel | Oponente           | Método                                 | Evento                                    | Data       | Round | Tempo | Local                      | Notas              |
| ------- | ------ | ------------------ | -------------------------------------- | ----------------------------------------- | ---------- | ----- | ----- | -------------------------- | ------------------ |
| Derrota | 17–11  | Robert Whiteford   | Nocaute (socos)                        | Bellator London 2                         | 23/11/2019 | 3     | 4:54  | Londres                    |                    |
| Derrota | 17–10  | Pedro Carvalho     | Finalização (pressão no rosto)         | Bellator 226                              | 07/09/2019 | 2     | 1:56  | San Jose, California       |                    |
| Vitória | 17–9   | Derek Campos       | Decisão (dividida)                     | Bellator 212                              | 14/12/2018 | 3     | 5:00  | Honolulu, Hawaii           |                    |
| Derrota | 16–9   | Emmanuel Sanchez   | Finalização (triângulo de mão)         | Bellator 198                              | 28/04/2018 | 1     | 3:52  | Rosemont, Illinois         |                    |
| Vitória | 16–8   | Marcos Galvão      | Decisão (unânime)                      | Bellator 189                              | 01/12/2017 | 3     | 5:00  | Thackerville, Oklahoma     |                    |
| Derrota | 15–8   | Gavin Tucker       | Decisão (unânime)                      | UFC Fight Night: Lewis vs. Browne         | 19/02/2017 | 3     | 5:00  | Halifax, Nova Scotia       |                    |
| Derrota | 15-7   | Gabriel Benítez    | Finalização Técnica (guilhotina em pé) | UFC Fight Night: Poirier vs. Johnson      | 17/09/2016 | 2     | 1:20  | Hidalgo, Texas             |                    |
| Derrota | 15-6   | Doo Ho Choi        | Nocaute Técnico (socos)                | UFC Fight Night: Henderson vs. Masvidal   | 28/11/2015 | 1     | 1:33  | Seul                       |                    |
| Vitória | 15-5   | Yaotzin Meza       | Decisão (unânime)                      | UFC Fight Night: Mir vs. Duffee           | 15/07/2015 | 3     | 5:00  | San Diego, California      |                    |
| Vitória | 14-5   | Akira Corassani    | Nocaute (soco)                         | UFC on Fox: Gustafsson vs. Johnson        | 24/01/2015 | 1     | 3:26  | Estocolmo                  |                    |
| Derrota | 13-5   | Katsunori Kikuno   | Finalização (mata leão)                | UFC Fight Night: Hunt vs. Nelson          | 20/09/2014 | 2     | 1:38  | Saitama                    |                    |
| Vitória | 13-4   | Aaron Phillips     | Decisão (unânime)                      | UFC 173: Barão vs. Dillashaw              | 24/05/2014 | 3     | 5:00  | Las Vegas, Nevada          |                    |
| Derrota | 12-4   | Cole Miller        | Finalização (mata leão)                | UFC Fight Night: Rockhold vs. Philippou   | 15/01/2014 | 2     | 1:54  | Duluth, Georgia            |                    |
| Vitória | 12-3   | Godofredo Pepey    | Nocaute Técnico (socos)                | UFC Fight Night: Belfort vs. Henderson II | 09/11/2013 | 1     | 1:42  | Goiânia                    |                    |
| Derrota | 11-3   | Maximo Blanco      | Decisão (unânime)                      | The Ultimate Fighter 17 Finale            | 13/04/2013 | 3     | 5:00  | Las Vegas, Nevada          |                    |
| Derrota | 11-2   | Rony Jason         | Nocaute Técnico (socos)                | UFC 153: Silva vs. Bonnar                 | 13/10/2012 | 2     | 4:16  | Rio de Janeiro             |                    |
| Vitória | 11-1   | Cristiano Marcello | Nocaute (joelhadas & socos)            | The Ultimate Fighter 15 Finale            | 01/06/2012 | 2     | 2:53  | Las Vegas, Nevada          | Luta no Peso Pena. |
| Vitória | 10-1   | Arley George       | Nocaute (soco)                         | Conquest of the Cage 10                   | 15/12/2011 | 1     | 0:25  | Airway Heights, Washington |                    |
| Vitória | 9-1    | Jared Haller       | Nocaute Técnico (socos)                | Caged Conflict                            | 12/11/2011 | 1     | 0:25  | Canyonville, Oregon        |                    |
| Vitória | 8-1    | Josiah Mitchell    | Nocaute (soco)                         | CageSport 16                              | 01/10/2011 | 1     | 0:29  | Tacoma, Washington         |                    |
| Vitória | 7-1    | Dominic Rivera     | Finalização (mata-leão)                | Fight Night Round 16                      | 13/08/2011 | 1     | 2:38  | Anacortes, Washington      |                    |
| Vitória | 6-1    | Josh Snodgrass     | Finalização (mata-leão)                | Caged Combat 4                            | 29/07/2011 | 1     | 1:48  | Grand Ronde, Oregon        |                    |
| Vitória | 5-1    | Angel Diaz         | Nocaute (soco)                         | Lords of the Cage 7                       | 16/07/2011 | 1     | 3:35  | Manson, Washington         |                    |
| Derrota | 4-1    | Daniel Swain       | Finalização (mata-leão)                | Lords of the Cage 6                       | 10/06/2011 | 1     | 2:37  | Yakima, Washington         |                    |
| Vitória | 4-0    | Charon Spain       | Finalização (neck crank)               | Lords of the Cage 5                       | 28/04/2011 | 1     | 4:03  | Airway Heights, Washington |                    |
| Vitória | 3-0    | Marc Forsyth       | Finalização (mata-leão)                | Rumble on the Ridge 17                    | 05/03/2011 | 2     | 4:07  | Snoqualmie, Washington     |                    |
| Vitória | 2-0    | Jason Gybels       | Nocaute (socos)                        | Rumble on the Ridge 16                    | 15/01/2011 | 1     | 2:54  | Snoqualmie, Washington     |                    |
| Vitória | 1–0    | Brian Clayton      | Decisão (unânime)                      | Combat Caged Warriors 4                   | 15/09/2007 | 3     | 5:00  | Tri-Cities, Washington     |                    |